# Droga nr 7107 (Izrael)
Droga lokalna nr 7107 (hebr. 7107 כביש) – jest lokalną drogą położoną w Dolinie Charod na północy Izraela. Przebiega on przez blok żydowskich osad En Charod Me’uchad, En Charod Ichud i Tel Josef.

## Przebieg
Droga nr 7107 przebiega przez Samorząd Regionu Ha-Gilboa w Poddystrykcie Jezreel Dystryktu Północnego Izraela. Biegnie południkowo z południa na północ w Dolinie Charod.
Swój początek bierze na skrzyżowaniu Jissachar z drogą nr 71 przy kibucu Tel Josef. Po stronie południowej drogi nr 71 znajduje się siedziba władz administracyjnych Samorządu Regionu Ha-Gilboa. Jadąc drogą nr 71 w kierunku wschodnim dojeżdża się do więzienia Szitta i kibucu Bet ha-Szitta, lub w kierunku zachodnim do kibucu Gewa. Natomiast droga nr 7107 kieruje się na północ przez tutejszą strefę przemysłowa. Po stu metrach jest możliwość zjechania na lokalną drogę prowadzącą na północny wschód do kibucu Tel Josef. Jadąc dalej na północ dociera się do kibucu En Charod Me’uchad, a kilometr dalej kibucu En Charod Ichud. Kończy swój bieg na skrzyżowaniu z drogą nr 716, którą jadąc na południe dojeżdża się do skrzyżowania z drogą nr 71, lub jadąc na północ wjeżdża się na płaskowyż Ramot Jissachar.